# Hotel Alcron
Hotel Alcron je budova č. 623/40 v Praze na Novém Městě v ulici Štěpánská. Hotel byl postaven v roce 1932 ve stylu art deco.

## Historie a současnost
Hotel Alcron nechal postavit architekt Alois Krofta (název budovy je složen z částí jeho jména). Krofta byl majitelem a provozovatelem hotelu až do druhé světové války. V roce 1948 byl Alcron zabaven komunistickou vládou.
Po pádu komunismu byl hotel v roce 1990 uzavřen a rodina Kroftových v roce 1992 uplatnila restituční nároky. Následoval soudní spor mezi dvěma bývalými manželkami Krofty a jednou z jejich dcer. Každá ze tří žen nakonec získala 1/3 vlastnictví, které v roce 1995 prodala firmě CROWN-WSF spol. s r.o., kterou vlastnila rakouská společnost CROWN-WSF.
V roce 1996 noví majitelé uzavřeli smlouvu se společností Radisson SAS Hotels, aby hotel po jeho znovuotevření spravovala. Hotel byl přestavěn a zmodernizován, přičemž historické společenské prostory byly obnoveny do původní podoby ve stylu art deco. Hotel byl znovu otevřen 1. srpna 1998 jako Radisson SAS Hotel Prague. O dva roky později si společnost CROWN-WSF spol. s r.o. zajistila právo používat název Alcron a hotel byl přejmenován na Radisson SAS Alcron Hotel.[zdroj?]
V roce 2008 byl hotel opět renovován. V roce 2009 byl hotel přejmenován na Radisson Blu Alcron Hotel. Po dvaceti letech správy společností Radisson Blu se hotel Alcron osamostatnil a v letech 2019 až 2022 nesl jméno Alcron Hotel Prague.[zdroj?]
Hotel prošel v roce 2022 kompletní rekonstrukcí a po dokončení byl otevřen v březnu 2023 pod značkou Almanac X Alcron Prague.

## Restaurace
V hotelu se nacházely dvě restaurace (Alcron a La Rotonde) a jeden bar (BeBop Lobby Bar). Restaurace Alcron, která měla kapacitu 24 míst, získala v roce 2012 michelinskou hvězdu, v roce 2017 o ní však přišla.